# Dadagavialis gunai
Dadagavialis  gunai es un género y especie extintos de reptiles crocodilianos gaviálidos que existió hace aproximadamente diecinueve millones de años en la zona del Caribe. Su registro fue encontrado en la Formación Cucaracha de Panamá que es del Mioceno temprano. El registro de esta especie es fundamental para el entendimiento de la diversificación del Mioceno en las costas del Caribe ya que la parte central de Panamá fue la parte más austral del continente norteamericano en el Mioceno temprano, bordeando el estrecho de Centroamérica. Este estrecho separó las Américas hasta que se formó el istmo de Panamá.

## Descripción
Es un gavialoide griposuquino, una subfamilia de gaviales principalmente sudamericanos. Entre su grupo es un género relativamente pequeño diagnosticado, entre otras características, por presentar más de veintidós alvéolos maxilares. Se diferencia de todos los demás gavialoides por poseer un proceso anterior frontal más ancho que el prefrontal en el nivel del margen orbital anterior. El holotipo de Dadagavialis gunai es un cráneo parcial que conserva una sección del hocico, parte de la bóveda craneana y un neurocráneo parcial.

## Etimología
El nombre del género se deriva de la palabra "dada", de la lengua guna (lengua indígena en Panamá y Colombia) para "antiguo", y del griego "gavialis"; el nombre de la especie "gunai" para honrar a la gente Guna, conocida como navegantes entusiastas del Caribe.